# Christoph Sieber
Christoph Sieber (Wels, 9 de janeiro de 1971) é um velejador austríaco.

## Carreira
Christoph Sieber representou seu país nos Jogos Olímpicos de 1992 e  2000, na qual conquistou medalha de ouro classes mistral em 2000. 